# Паскулли, Антонио
Анто́нио Паску́лли (итал.  Antonio Pasculli; 13 октября 1842, Палермо — 23 февраля 1924, там же) — итальянский гобоист-виртуоз и композитор, которого называли «Паганини гобоя».
Родился и жил в Палермо на Сицилии. Музыкальную карьеру начал в 14 лет, выступая с концертами в Италии, Германии и Австрии. С 1860 по 1913 год был профессором по классу гобоя и английского рожка в Королевской консерватории в Палермо. Там же он женился. У него было 6 дочерей, двое из которых учились игре на арфе, и два преждевременно умерших сына. В период 1876—1884 он прекратил публичные выступления в связи с резким ухудшением зрения, ему грозила полная слепота. В 1879 году возглавил муниципальный музыкальный коллектив, исполнявший, наряду с музыкой итальянских авторов той эпохи, произведения Вагнера, Дебюсси, Грига, Сибелиуса, Гайдна, Бетховена и самого Паскулли. Коллектив прекратил существование вскоре после ухода Паскулли с должности. Незадолго до смерти получил останки своего сына, погибшего при Капоретто во время Первой мировой войны. Был очень популярен при жизни, но впоследствии забыт. Его открыли заново публике Хайнц Холлигер и Омар Дзоболи благодаря находкам рукописей в библиотеках, концертным исполнениям и записям на дисках его произведений. Омару Дзоболи в 1985 г. ещё живые тогда дочери А.Паскулли Кончетта и Лаура подарили несколько неразборчивых рукописей и инструменты своего отца в знак благодарности за популяризацию его творчества.

## Творчество
Как было принято в ту эпоху, Паскулли использовал в своём творчестве темы из известных опер Винченцо Беллини («Пират», «Сомнамбула»), Гаэтано Доницетти («Фаворитка», «Любовный напиток», «Полиевкт»), Джоаккино Россини («Вильгельм Телль»), Джузеппе Верди («Сицилийская вечерня», «Трубадур», «Бал-маскарад», «Травиата», «Риголетто»), Джакомо Мейербера («Гугеноты»). Им написано большое число транскрипций для гобоя и фортепиано (арфы), Trio Concertante для гобоя, скрипки и фортепиано на темы из оперы «Вильгельм Телль», транскрипция скрипичных Каприсов Роде, этюды, в том числе с сопровождением фортепиано, оркестровая «Fantasia 8 Settembre at Altavilla», «Libera» для 4-х голосов с оркестром, симфоническая поэма «Наяды и Сильфиды», Элегия памяти сына «Di qui non si passa». Исполнение его произведений для гобоя требует виртуозной техники, содержит множество пассажей, трелей, ломаных аккордов, не оставляя музыканту времени для вдоха, поэтому часто требует владения техникой непрерывного дыхания.

## Дискография
- Concerto on Themes from Donizetti’s for oboe ~ Antonio Pasculli (Compositore), Ursula Eisert (Arpa), Yeon-Hee Kwak (Oboe), Chia Chou (Pianoforte)
- Antonio Pasculli (Compositore), Christopher Redgate (Oboe), Stephen Robbings (Pianoforte)
- Antonio Pasculli — The Paganini of the Oboe ~ Omar Zoboli (Corno inglese, Oboe), Giuliana Albisetti (Arpa), Antonio Ballista (Pianoforte).
- Omaggio A Bellini Für Englischhorn Und Harfe на диске Romantische Raritäten Für Oboe Und Harfe Lajos Lencsés (Corno inglese), Rachel Talitman (Arpa)
- Omaggio A Bellini, Duet For Cor Anglais & Harp — Duo Recital, Hansjörg Schellenberger (Corno inglese), Margit-Anna Süß (Arpa)
- Quartetto Gelato, Concerto Sopra Motivi Dell’Opera La Favorita De Donizetti-Variazioni
- Concerto Über Themen Aus «I Vespri Siciliani» на диске Concerto Potpourri, Bernhard Forster (Oboe), Margot Lutz-Weih (Piano)
- Ricordo Di Napoli Für Oboe Und Streicher на диске Bella Napoli — Concerti Per Oboe, Ensemble Berlin
- Allegretto — Allegro Velocissimo (From Concerto «La Favorita») на диске The Instruments Of Classical Music, Vol.2: The Oboe, Burkhard Glaetzner (Oboe)
- Вариации на темы оперы Гаэтано Доницетти «Фаворитка» на диске Прогулки По Италии, Алексей Уткин (гобой), Виртуозы Москвы
- Виртуозная музыка для гобоя. Италия. Антонио Паскулли, Алексей Балашов (гобой), Людмила Духан (фортепиано)